# (18751) Yualexandrov
(18751) Yualexandrov est un astéroïde de la ceinture principale.

## Description
(18751) Yualexandrov est un astéroïde de la ceinture principale. Il fut découvert le 15 avril 1999 à la station Anderson Mesa par le programme LONEOS. Il présente une orbite caractérisée par un demi-grand axe de 2,23 UA, une excentricité de 0,25 et une inclinaison de 4,6° par rapport à l'écliptique.

## Compléments